# Valor de llei
|  | Aquest article tracta sobre la pel·lícula de 1969; si cerqueu la pel·lícula de 2010, vegeu l'article True Grit (pel·lícula del 2010) |

Valor de llei (títol original en anglès True Grit) és una pel·lícula estatunidenca dirigida per Henry Hathaway i estrenada l'any 1969.	

## Repartiment
- John Wayne: Rooster Cogburn
- Kim Darby: Mattie Ross
- Glen Campbell: M. Leboeuf, Texas Ranger
- Jeremy Slate: Emmett Quincy
- Robert Duvall: "Lucky" Ned Pepper
- Dennis Hopper: Moon Garrett
- Jeff Corey: Tom Chaney
- John Doucette: el xèrif al qual es dirigeix Mattie en arribar a Fort Smith
- Hank Worden: L'empresari funerari
- James Westerfield: El jutge Parker
- John Fiedler: Mestre Daggett

## Premis i nominacions

### Premis
- 1970: Oscar al millor actor per John Wayne
- 1970: Globus d'Or al millor actor dramàtic per John Wayne

### Nominacions
- 1970: Oscar a la millor cançó original per Elmer Bernstein (música) i Don Black (lletres) "True Grit"
- 1970: Globus d'Or a la millor nova promesa masculina per Glen Campbell
- 1970: Globus d'Or a la millor cançó original per Elmer Bernstein (música) i Don Black (lletres) "True Grit"
- 1970: BAFTA a la millor nova promesa per Kim Darby